# Шишка (село)
Ши́шка — село в Україні, у Корюківській міській громаді Корюківського району Чернігівської області. Населення становить 79 осіб. До 2016 орган місцевого самоврядування — Будянська сільська рада.

## Географія
Село розташоване на річці Бреч за 14 км від районного центру і залізничної станції Корюківка та за 3 км від сільської ради.

## Історія
12 червня 2020 року, відповідно до розпорядження Кабінету Міністрів України № 730-р «Про визначення адміністративних центрів та затвердження територій територіальних громад Чернігівської області», увійшло до складу Корюківської міської громади.
19 липня 2020 року, в результаті адміністративно-територіальної реформи та ліквідації колишнього Корюківського району, село увійшло до складу новоутвореного Корюківського району.